# Phytomyza hirta
Phytomyza hirta este o specie de muște din genul Phytomyza, familia Agromyzidae, descrisă de Ryden în anul 1957.
Este endemică în Norway. Conform Catalogue of Life specia Phytomyza hirta nu are subspecii cunoscute.